# عملية أوستفالد

تفاعلات عملية أوستفالد

عملية أوستفالد هي عملية كيميائية من أجل تحضير حمض النتريك HNO3. طورت هذه العملية من فيلهلم أوستفالد، الذي أصدر لها براءة اختراع سنة 1902.
تعد عملية أوستفالد من العمليات الكيميائية المهمة في الصناعة الكيميائية، إذ أنها تؤمن المادة الأولية في عدة صناعات، أهمها صناعة الأسمدة. إن هذه العملية تترافق تاريخياً وعملياً مع عملية هابر-بوش، والتي تزوّد بالمادة الأولية: الأمونياك NH3.

## وصف العملية
يحوّل الأمونياك في هذه العملية إلى حمض النتريك عبر ثلاث خطوات. في الخطوة الأولى يؤكسد الأمونياك في تفاعل احتراق بالأكسجين مع وجود حفاز مصنوع من البلاتين مع 10% من الروديوم ليشكّل أحادي أكسيد النتروجين NO والماء عند درجات حرارة تتراوح بين 800 - 900 °س. إن هذه الخطوة ناشرة للحرارة بشكل كبير، مما يجعلها مصدراً حرارياً مفيداً لاستمرارية التفاعل.
{\displaystyle \mathrm {4\ NH_{3}(g)\ +\ 5\ O_{2}(g)\ {\xrightarrow[{Pt/Pt-Rh}]{800-900\ ^{\circ }C}}\ 4\ NO(g)\ +\ 6\ H_{2}O(g)\ \ \Delta } H^{0}=-906{.}11~{\rm {kJ/mol}}}
في الخطوة الثانية للعملية يحدث تفاعلان في جهاز امتصاص يحوي الماء، حيث يتأكسد أحادي أكسيد النتروجين بشكل أولي إلى ثنائي أكسيد النتروجين، والذي يخضع لتفاعل ديمرة بحي نحصل على رباعي أكسيد ثنائي النتروجين N2O4.
{\displaystyle \mathrm {2\ NO(g)\ +\ O_{2}(g)\ \rightleftharpoons \ 2\ NO_{2}(g)\ \ \Delta } H^{0}=-114{,}22~{\rm {kJ/mol}}}
{\displaystyle \mathrm {2\ NO_{2}(g)\ \rightleftharpoons \ N_{2}O_{4}(g)\ \ \Delta } H^{0}=-57{,}23~{\rm {kJ/mol}}}
في الخطوة الثالثة يتفاعل N2O4 بشكل مع الماء للحصول على الناتج المطلوب وهو حمض النتريك.
{\displaystyle \mathrm {2\ N_{2}O_{4}(g)\ +\ O_{2}(g)\ +\ 2\ H_{2}O(l)\ \longrightarrow \ 4\ HNO_{3}(aq)} }

### التفاعلات الجانبية
يرافق العملية في خطواتها الثلاثة حدوث تفاعلات جانبية. من هذه التفاعلات حدوث أكسدة للامونياك بالأكسجين إلى غاز النتروجين والماء، ويتم ذلك التفاعل دون الحاجة إلى وجود حفاز:
{\displaystyle \mathrm {4\ NH_{3}(g)\ +\ 3\ O_{2}(g)\ \longrightarrow \ 2\ N_{2}(g)\ +\ 6\ H_{2}O(g)} }
من التفاعلات الجانبية الأخرى أكسدة الأمونياك إلى أكسيد النتروس (غاز الضحك):
{\displaystyle \mathrm {4\ NH_{3}(g)\ +\ 4\ O_{2}(g)\ \longrightarrow \ 2\ N_{2}O(g)\ +\ 6\ H_{2}O(g)} }
يمكن التقليل من أثر التفاعلات الجانبية المذكورة أعلاه من خلال مبدأ انزياح التوازن (مبدأ لوشاتوليه) وذلك بتخفيض الضغط ورفع درجة الحرارة.
تنشأ تفاعلات جانبية ذات مركبات وسيطة مثل حمض النتروز بالإضافة إلى تشكل أحادي أكسيد النتروحين أثناء العملية.
{\displaystyle \mathrm {N_{2}O_{4}(g)\ +\ H_{2}O(l)\ \longrightarrow \ HNO_{3}(aq)\ +\ HNO_{2}(aq)} }
{\displaystyle \mathrm {3\ HNO_{2}(aq)\ \longrightarrow \ HNO_{3}(aq)\ +\ 2\ NO(g)\uparrow +\ H_{2}O(l)} }
{\displaystyle \mathrm {2\ NO(g)\ +\ O_{2}(g)\ \rightleftharpoons \ 2\ NO_{2}(g)} }
قد يتفاعل أحادي أكسيد النتروجين مع الأمونياك في تفاعل جانبي آخر:
{\displaystyle \mathrm {4\ NH_{3}\ +\ 6\ NO\ \longrightarrow \ 5\ N_{2}\ +\ 6\ H_{2}O} }
يمكن التقليل من التفاعل الجانبي الأخير عن طريق تقليل الزمن الذي يكون فيه المزيج الغازي على تماس مع الحفاز.

## وصلات خارجية
- Physics Daily
- Nitrogen & Phosphorus (General Chemistry course), Purdue University
- Drake, G; "Processes for the Manufacture of Nitric Acid" (1963), International Fertiliser Society (paysite/password)
- Manufacturing Nitrates: the Ostwald process Carlton Comprehensive High School; Prince Albert; Saskatchewan, Canada.